# Попов, Никандр Семёнович
Ника́ндр Семёнович Попо́в (12 января 1950, Помосъял, Параньгинский район, Марийская АССР, РСФСР, СССР) — советский и российский деятель науки, учёный-этнограф, общественный деятель. Кандидат исторических наук (1981), заведующий сектором истории (1983—1993), заведующий отделом этнографии / этнологии Марийского научно-исследовательского института языка, литературы и истории им. В.М. Васильева (с 1998 года). Зарубежный член Финно-угорского общества Финляндии (г. Хельсинки, 2003). Председатель межрегиональной общественной организации «Марий ушем». Заслуженный деятель науки Республики Марий Эл (2000). Награждён медалью ордена «За заслуги перед Марий Эл» (2020).

## Биография
Родился 12 января 1950 года в д. Помосъял ныне Параньгинского района Марий Эл. Учился в начальной школе родной деревни, восьмой класс окончил в Елеевской средней школе Параньгинского района. В 1965—1969 годах учился в Оршанском педагогическом училище Марийской АССР. В 1972 году окончил факультет естествознания Марийского государственного педагогического института им. Н. К. Крупской. Затем в связи с переводом факультета в только что созданный Марийский государственный университет и преобразованием его в биолого-химический факультет в 1972—1974 годах продолжил обучение на этом факультете.
В 1974–1975 годах служил в рядах Советской армии. Затем стал работать научным сотрудником сектора истории МарНИИ. В 1976—1978 годах проходил стажировку в Институте этнографии АН СССР, а в 1978—1981 годах обучался в очной аспирантуре ИЭ АН СССР.
В 1983—1993 годах — заведующий сектором истории МарНИИ. После завершения учебы в докторантуре Института этнологии и антропологии им. Н. И. Миклухо-Маклая РАН в 1998 году назначен заведующим отделом этнографии МарНИИ. До 2020 года — старший научный сотрудник направления «Этнология» МарНИИЯЛИ.
В 2020 году за вклад в развитие этнологической науки республики и многолетнюю плодотворную деятельность награждён медалью ордена «За заслуги перед Марий Эл».
Живёт и работает в г. Йошкар-Оле.

## Научная деятельность
В 1981 году окончил аспирантуру Института этнографии АН СССР и успешно защитил диссертацию на соискание ученой степени кандидата исторических наук на тему «Верования марийцев XIX — начала XX века». Кандидат исторических наук (1981).
Основные сферы научных интересов: история и культура марийского этноса, этнография финно-угорских народов, марийская традиционная религия. Своими учителями в науке считает С. А. Токарева, М. М. Громыко, В. Н. Басилова, П. В. Денисова.
Автор свыше 260 научных трудов научного, научно-публицистического, учебно-методического характера, в том числе 6 книг. В 2005 году в соавторстве с другими учёными МарНИИ была опубликована коллективная монография «Марийцы. Историко-этнографические очерки».
Свыше 40 лет организует этнографические экспедиции в районах республик Марий Эл, Татарстан, Башкортостан, Пермской, Кировской и Нижегородской областях.
Участник более 10 международных конгрессов и конференций, а также республиканских и всероссийских конференций.
Является зарубежным членом Финно-угорского общества Финляндии (г. Хельсинки, 2003).

## Общественная деятельность
Был председателем межрегиональной общественной организации «Марий ушем».

## Основные научные работы
Список основных научных работ Н. С. Попова:

### На марийском языке
- Попов Н. И. Марий веран йыжынже (О язычестве). — Йошкар-Ола, 1985. — 96 с.
- Попов Н. И. Марий кумалтыш мут (Марийские молитвы-заклинания). —Йошкар-Ола, 1991. — 256 с.
- Попов Н. И., Таныгин А. И. Юмын йула (Основы традиционной марийской религии). — Йошкар-Ола, 2003. — 273 с.

### На русском языке
- Попов Н. И. Православие в Марийском крае. — Йошкар-Ола, 1987. — 112 с.
- Попов Н. И. Сельские библиотеки Марийского края // Марийский археографический вестник. — 1991. – №1—2.
- Попов Н. И. На марийском языческом молении // Этнографическое обозрение. — 1996. — № 3. — С. 130—145.

## Звания и награды
- Заслуженный деятель науки Республики Марий Эл (2000)[10]
- Медаль ордена «За заслуги перед Марий Эл» (2020)[11][12]